# ゲラゲラ星人
ゲラゲラ星人（ゲラゲラせいじん）は、日本のお笑い芸人。吉本興業東京本社所属。2021年6月から2024年3月まで「宮古島住みます芸人」として活動していた。

## 来歴
「楽しそう」という理由で芸人を志し、NSC大阪校の32期生として2010年デビュー。かつてはコンビを組み漫才を披露していたが、鳴かず飛ばずだったため解散。2016年4月に東京吉本へ移籍し、大阪から自転車で上京。舞台衣装のまま上京したことで途中に警察から職務質問を受け、職業を聞かれた時は吉本に迷惑をかけたくなくて「YouTuber」と答えていた。2021年6月より、よしもとエンタテインメント沖縄に移籍し「宮古島住みます芸人」として活動。2024年に東京に復帰。2025年8月、自身のInstagramで結婚したことを発表した。結婚の証人はダウンタウンの浜田雅功、ライセンスの井本貴史、ななまがりの初瀬悠太
。

## 人物
- 体重65 kg、趣味は世界遺産を巡ること（世界遺産検定3級の資格を所持している[5]）。
- 本名は『マジ・ウケール2世』と称している[6]。
- モーニングの漫画『カバチ!!!』の作中背景として登場した経験がある[7]。
- 有宗高志（キンボシ）・原田フニャオ（ダンビラムーチョ）・初瀬悠太（ななまがり）と共に、方南町のシェアハウスにて住んでいた[8]。

## 芸風
「何でも笑ってしまう人の住む『ゲラゲラ星』からやってきた宇宙人」というキャラに扮しての漫談。最初は普通の格好でゲラゲラ笑うネタをやっていたが、意味もなく笑っている姿に客が恐怖を覚えてしまったため、宇宙人の衣装を着用してのネタに落ち着いた。本人曰く「宇宙人であることを公表したらテレビにも呼んでいただけるようになりました」。同期にあたる有馬徹（いぬ）とコンビ「ゲラゲラ星人たち」としてM-1グランプリに出場経験がある。
ATSUSHIにおすすめの芸人として推されていた。
キャラの特徴としては「水は飲めるが浴びると痒くなる、お湯にすると大丈夫」「角を触ると電流が流れる」などがある。

## 出演
- 芸人同棲（テレ朝動画）
- ～夜のせやねん!～ちゃうやろ!（MBS）
- 有田ジェネレーション（TBS）番組初期のレギュラー
- さんまのまんま（関西テレビ・フジテレビ）
- あさパラ!（読売テレビ）
- おはスタ（テレビ東京）
- ポケモンの家あつまる?（テレビ東京）
- ネタパレ（フジテレビ）
- ごぶごぶ（MBS）[12]
- 浜ちゃんが!（読売テレビ・日本テレビ）
- すごろくサバイシクル旅in宮古島!（福岡放送・日本テレビ）
- 千鳥のクセスゴ!（フジテレビ）
- ブラマヨ小杉の!おきなわ激レア★アドベンチャー（琉球放送）
- ミルンへカモン! なんしょん?（岡山放送）
- 島でめっちゃ稼ぐ人（長崎国際テレビ・日本テレビ）